# Castillejo de San Pedro
Castillejo de San Pedro es una localidad  de la provincia de Soria, partido judicial de Soria,  comunidad autónoma de Castilla y León, España. Pueblo de la comarca de  Tierras Altas que pertenece al municipio de Valdeprado.
Para la administración eclesiástica de la Iglesia católica, forma parte de la diócesis de Osma la cual, a su vez, pertenece a la archidiócesis de Burgos.

## Ubicación
Se encuentra en las faldas de la sierra de Cabezas, en el límite entre Soria, y La Rioja. A escasos 800 metros se encuentra el pueblo dependiente del ayuntamiento de Cerbón de Las Fuesas.